# 马腹

## 星宿
马腹是中国古代星官之一，为明代末期徐光启所编的《崇祯历书》上根据西方星表加上近南极星区的23个星官之一。
它位于现代星座划分的半人马座，含有3颗恒星。

## 妖怪
马腹是一种人面虎身的怪兽
摘录：马腹,其状如人面虎身，其音如婴儿，是食人。  
《山海经·中次二經》：又西二百里，曰蔓渠之山，其上多金玉,其下多竹箭。伊水出焉，而东流注于洛。有兽焉，其名曰马腹，其状如人面虎身，其音如婴儿，是食人。

## 所含恒星及对应西方名称[2]
| 中国古代星名 | 现代星名 | 所属星座 |
| ------------ | -------- | -------- |
| 馬腹一       | β Cen    | 半人馬座 |
| 馬腹二       | m Cen？  | 半人馬座 |
| 馬腹三       |          | 半人馬座 |